# Drag Harlan
Drag Harlan é um filme de faroeste produzido nos Estados Unidos e lançado em 1920.